# Flussio
Flussio (sardinsky: Frussìo) je italská obec (comune) v provincii Oristano v regionu Sardinie. Nachází se ve výšce 305 metrů nad mořem a má 413 obyvatel. Rozloha obce je 6,87 km².